# Torvizcón
Torvizcón là một đô thị trong tỉnh Granada, Tây Ban Nha. Theo điều tra dân số 2005 (INE), đô thị này có dân số là 795 người.
36°53′B 3°18′T / 36,883°B 3,3°T